# Corpse Party
Corpse Party (コープスパーティー, Kōpusu Pātī) é uma franquia de mídia criada originalmente por Makoto Kedōin e desenvolvida pela Team GrisGris. O primeiro jogo da série foi desenvolvido usando a ferramenta RPG Maker e lançada em 1996 para PC. Foi sucedida por três remakes: Corpse Party: Blood Covered, que foi lançado para Microsoft Windows em 8 de março de 2008; Corpse Party BloodCovered: ...Repeated Fear, que foi lançado para PlayStation Portable em 12 de agosto de 2010, iOS, em 9 de fevereiro de 2012, e 3DS (com capítulo extra não presente nas versões anteriores), em 30 de julho de 2015; e Corpse Party (2021), a versão definitiva que foi lançada para todos os consoles e PC em 20 de outubro de 2021 (com dublagem completa e dois capítulos extras também não presentes nas versões anteriores), desenvolvido pelo MAGES e distribuído  pela XSEED games e Marvelous USA, inc.
A versão para PSP ganhou uma sequência intitulada Corpse Party: Book of Shadows no Japão em 1 de setembro de 2011, e em 15 de janeiro de 2013 na América do Norte. Sua sequência direta chamada Corpse Party: Blood Drive foi lançada em 24 de julho de 2014 no Japão para PlayStation Vita.
Outra versão para PC intitulada Corpse Party 2: Dead Patient foi lançada episodicamente pela GrindHouse, com o primeiro vindo á público em 30 de maio de 2013.
A série já ganhou versões em mangá, anime, OVAs, atração de parque de diversão, e também ganhará um filme em live action.

## Jogabilidade
Corpse Party é um jogo de terror com elementos de RPG. É jogado em terceira pessoa. O jogador é desafiado a explorar os andares de uma escola assombrada em busca de meios para conseguir escapar. Para cumprir esta tarefa, os personagens devem interagir com o ambiente, tal como pegar objetos, conversar com outros personagens, e inspecionar os documentos, evitando entidades inimigas.
A história do jogo é dividida em cinco capítulos, que focam em personagens diferentes e que podem ter múltiplos finais baseados nas decisões do jogador: o "final verdadeiro" é necessário para a progressão do jogo; os "finais falsos" levam a eventos irrelevantes para o enredo principal. Os personagens possuem HP, que medem a quantidade de danos que o personagem pode levar até morrer, em alguns casos, levando a "finais falsos". Enquanto o jogador progride, dez capítulos extras opcionais são desbloqueados, no qual são focados em personagens secundários, expandindo assim o enredo.

## Enredo
Corpse Party acontece na Escola Primária Heavenly Host (天神小学校, Tenjin Shōgakkō), uma escola primária que foi demolida após os assassinatos brutais e desaparecimento de estudantes e funcionários. Nos dias atuais, é um escola de ensino médio chamada Academia Kisaragi (如月学園, Kisaragi Gakuen) que foi construída sobre o terreno da antiga escola. Em uma noite chuvosa, depois de um festival na escola, um grupo de estudantes está contando histórias de fantasma quando a representante de classe decide falar uma simpatia chamada "Sachiko Para Sempre" para que eles sejam amigos por toda a eternidade. De repente, um terremoto os transporta á uma dimensão paralela onde a Escola Hostes Celestiais ainda existe e é assombrada pelos fantasmas das crianças assassinadas. Os estudantes tentam desvendar o mistério da escola assombrada, a fim de tentar sair daquele local e sobreviver as forças sombrias, mas alguns não conseguirão fugir, tendo uma morte horrível.
O protagonista é Satoshi Mochida, um adolescente tímido e medroso e que por isso é provocado pelos seus colegas. Outros três personagens são colegas de classe de Satoshi, são eles: Naomi Nakashima, amiga de infância do protagonista; Yoshiki Kishinuma, apesar de parecer intimidador é bem-humorado; Ayumi Shinozaki, representante de classe. Completando o grupo está Yuka Mochida, a irmã mais nova de Satoshi. O antagonista do jogo é Sachiko Shinozaki, o fantasma de uma garota vestida de vermelho que mata alunos por vingança de sua própria morte.
O remake Blood Covered adiciona quatro novos personagens no elenco original, são eles: Seiko Shinohara, a melhor amiga de Naomi; Mayu Suzumoto, uma estudante transferida que é popular; Sakutaro Morishige, melhor amigo de Mayu; e Yui Shishido, assistente de classe. Blood Covered também adiciona muitos personagens de outras escolas também presos dentro da Hostes Celestiais, entre eles incluem: Yuuya Kizami, um estudante sádico da Escola Secundária Byakudan (白壇高等学校, Byakudan Kōtōgakkō), que acompanha Yuka quando ela é separada de seu irmão; Naho Saenoki, uma paranormal da Academia Paulownia (桐章学園, Kirishō Gakuen), que criou a simpatia "Sachiko Para Sempre" e que investiga a Hostes Celestiais, ela encontra o personagem do jogador várias vezes e os orienta.

## Corpse Party: Another Child
Um mangá spin-off que ocorre durante os eventos de Corpse Party, com a Academia Satsukiyama (皐月山学園, Satsukiyama Gakuen). Na história um grupo de alunos que está prestes a se separar decide fazer a simpatia "Sachiko Para Sempre" e acabam sendo enviados á Escola Primária Hostes Celestiais, juntamente com o espírito de uma misteriosa garota.

## Corpse Party: Blood Drive
Corpse Party: Blood Drive é a sequência direta de Corpse Party: Book of Shadows e é o Segundo jogo da série feito com gráficos 3D. Foi lançado para PlayStation Vita no Japão. Os personagens foram feitos no estilo chibi, no entanto a arte tradicional em CG aparece nas cutscenes, feitas por Sakuya Kamishiro.
Dois meses após os eventos de Corpse Party: Book of Shadows, Ayumi Shinozaki ficou gravemente doente por usar a magia negra do Livro das Sombras. No prólogo, depois de escapar da Hostes Celestiais, Ayumi e Naomi Nakashima vão investigar a propriedade dos Shinozaki, local de nascimento de Sachiko Shinozaki, acreditando que lá podem encontrar um meio para reviver os amigos mortos. Na propriedade, Ayumi descobre que possui a mesma linhagem de Sachiko. Após ouvir vozes estranhas, Ayumi descobre um tomo mágico conhecido como Livro das Sombras. Ayumi e Naomi fazem o encantamento de ressurreição para Mayu Suzumoto (Seiko Shinohara no mangá), mas falham. Como resultado, o livro desencadeia sua fúria sobre Ayumi que sua irmã mais velha Hinoe Shinozaki (篠崎 ひのえ, Shinozaki Hinoe) a salva e assim sacrifica sua própria segurança. Hinoe é mostrada perdendo muito sangue, deixando Ayumi gritando de terror. Naomi tira Ayumi dali e a leva para um hospital. No entanto, a propriedade dos Shinozaki e o Livro das Sombras desaparecem.
No hospital, uma menina (Mirai Yamamura) afirma que Ayumi recebe visitas de um espírito associado á Hinoe. Esta menina pertence ao Instituto Wicca, uma organização que venera os espíritos. Ela diz á Ayumi, o último desejo de Hinoe: recuperar o Livro das Sombras ou o mundo inteiro será destruído.
Depois de receber alta do hospital, Ayumi vai até a Academia Kisaragi, onde Satoshi Mochida e seus amigos a recebem calorosamente. No entanto, a ausência de seus amigos mortos é um lembrete constante de sua realidade inevitável. Agora um novo assistente de professor, Kuon Niwa, supervisiona a sua sala de aula.
Mais tarde, a caminho de casa, um rapaz encapuzado se aproxima de Ayumi e diz a ela: "Se você recuperar o Livro das Sombras e usá-lo na Hóspede Celestial, aqueles que morreram lá vai serão revividos." A trilha agora leva para a antiga residência Makina Shinozaki. Para piorar a situação, a maldição da Hóspede Celestial parece ter sido expandida pela "nova Sachiko". Para Ayumi, que é da responsabilidade da linhagem de Shinozaki.
O jogador assume o controle sobre o personagem durante eventos de exploração. A música de abertura é realizada por Asami Imai (Ayumi Shinozaki) e Yumi Hara (Satsuki Mizuhara).

## Adaptações
O videogame foi adaptado em quatro séries de mangás: Corpse Party: Blood Covered, publicado pela Square Enix;  Corpse Party: Musume e Corpse Party: Book of Shadows, publicados pela Media Factory; e Corpse Party: Another Child, publicado pela Mag Garden. Um OVA, Corpse Party: Missing Footage, foi lançado em 2 de agosto de 2012. Outro OVA, Corpse Party: Tortured Souls (コープスパーティー Tortured Souls ―暴虐された魂の呪叫―, Kōpusu Pātī Tortured Souls: Bōgyaku Sareta Tamashii no Jukyō), foi lançado em 24 de julho de 2013.